# 25517 Девідлау
25517 Девідлау (25517 Davidlau) — астероїд головного поясу, відкритий 7 грудня 1999 року.
Тіссеранів параметр щодо Юпітера — 3,595.